# ناثان هربرت
ناثان هربرت (بالإنجليزية: Nathan Herbert)‏ مواليد 26 أكتوبر 1984م، هو لاعب كرة سلة أسترالي سابق بدأ مسيرته الاحترافية في سنة 2002م. يبلغ طوله 6 قدم 3 1⁄2 بوصة (1.9 م).